# Darling Don't Dance
Darling Don't Dance er et dansk støjrockband, der startede i Kollektivet Rosenkrantzgade 1 i Aarhus i 2007. De oprindelige medlemmer er Julie Vestergaard Nissen, Maria Hammelsvang Pedersen og Mette Andreasen. De mødte hinanden på en nedlagt fragtcentral i Holstebro i 2002, der var hjem for byens uafhængige musikforening LINK. I 2008 blev trommeslager Anders Haaning fast medlem af bandet. Bandet har siden 2012 haft fast bopæl i København.
Et af bandets varemærker er den stærke kontrast mellem den støjende og eksplosive lyd der omfavner melodier i både lead guitar og vokal.
Darling Don't Dance spillede deres første koncert nogensinde på The Trash Bar i Brooklyn, NYC. Bandet har turneret i New York i 2007, 2008 og 2010. Desuden har bandet spillet på Island (Iceland Airwaves), turneret i hele Europa samt i Sverige. Under turnéerne i New York City har bandet af flere omgange arbejdet med nyt materiale og pre-producerede også de to singler "Golden View" og "Color Song" fra EP'en 'Bare Frames' (2009) i samarbejde med den amerikanske producer Jim Bentley fra The Fort Brooklyn.
Darling Don't Dance udgav EP'en "Bare Frames" den 1. maj 2009 og førstesinglen "Wake Up Pity Stops" kom i rotation på P3.
 EP'en er delvist indspillet under bandets første turné i New York City og delvist i Danmark. EP'en blev anmeldt af bl.a. Undertoner og Diskant og Geiger.
Den 26. marts 2012 udgav Darling Don't Dance deres debutalbum "City Ghosts". De åbenlyse inspirationskilder er The Breeders, Sonic Youth og Smashing Pumpkins. Albummet er mixet af den velrenomerede producer John Agnello, som også har arbejdet sammen med blandt andre Dinosaur Jr., Sonic Youth, The Kills, and The Breeders. Albummet blev bl.a. anmeldt af Soundvenue, Gaffa, Bands of Tomorrow, The Sound of Confusion m.fl.
Efter "City Ghost"-turnéen i 2012/2013 valgte Mette Andreasen at stoppe i bandet. Bruddet bundene på ingen måde i uvenskab. Efterfølgende har bandet opereret som en trio dog med en fast live-bassist.